# Pulmonaria stiriaca
Pulmonaria stiriaca A.Kern. – gatunek roślin z rodziny ogórecznikowatych (Boraginaceae). Występuje naturalnie w Austrii, Słowenii, Chorwacji i Serbii.